# Estádio Castanheirão
Estádio Castanheirão – stadion piłkarski, w Miracema do Tocantins, Tocantins, Brazylia, na którym swoje mecze rozgrywa klub Tocantins Esporte Clube.